# Jean Bouhier (académicien)
Pour les articles homonymes, voir Jean Bouhier et Bouhier.
Jean Bouhier, né le 16 mars 1673 à Dijon où il est mort le 17 mars 1746, est un jurisconsulte et magistrat français, également historien, traducteur, bibliophile et érudit renommé, membre de l'Académie Française.

## Sa vie et son œuvre
Issu d’une riche famille, Jean Bouhier est jurisconsulte et premier président à mortier au parlement de Bourgogne en 1704, poste dont il démissionne en 1728 pour se consacrer à ses travaux historiques et littéraires à la suite de son élection à l’Académie française en 1727.
Il entretient un vaste réseau de correspondants dans toute l’Europe. Il est renommé autant pour son érudition que pour la splendide bibliothèque qu’il a héritée de ses ancêtres et qu’il met à la disposition des poètes et des lettrés qu’il reçoit à Dijon dans son hôtel Bouhier de Savigny au 12 rue Vauban. À la fin de sa vie, sa bibliothèque, qu’il n’a eu cesse d’enrichir, compte quelque 35 000 ouvrages et 2 000 manuscrits. « On dit qu’à force de gribouiller dans les marges des livres qu’il annotait tout en les lisant, Bouhier défigurait les plus belles éditions de Henri Estienne et d’Antoine Vérard. Un de ses hôtes a décrit la splendeur sobre des rayons de sa bibliothèque, en bois de rose et drapés de soie, sur lesquels reposaient les éditions rares et les longues rangées de manuscrits. » Toutes ses collections seront dispersées après sa mort et vendues en majeure partie à l’abbaye de Clairvaux en 1784.
Outre son traité sur les coutumes du duché de Bourgogne, considéré comme son œuvre majeure, Jean Bouhier est l’auteur de plusieurs ouvrages de jurisprudence ainsi que de nombreuses dissertations. Il a traduit aussi les classiques latins, dont certains en collaboration avec l’abbé d’Olivet. Toutefois, au dire de ses contemporains, les traductions de Bouhier, à qui sa femme disait : « Chargez-vous de penser et laissez-moi écrire », étaient plus appréciées pour leur exactitude que pour leur style.
Il possédait une copie manuscrite contenu en un volume in folio des  Extraits des Arrêts et Jugements rendus par le Conseil Privé de Philippe le Bon, Duc de Bourgogne… de Étienne Pérard.
D’Alembert a dit de lui : « Jurisprudence, philologie, critique, histoire ancienne et moderne, histoire littéraire, traductions, éloquence et poésie, il remua tout, il embrassa tout, et, dans la plupart, il fit des preuves distinguées et dignes de lui. »
Son frère Claude Bouhier de Lantenay, sera le second évêque de Dijon en 1744.

## Principaux ouvrages
Histoire et jurisprudence
- Traité de la succession des mères en vertu de l’édit de Saint-Maur, avec une dissertation sur les droits de la mère en la succession de ses enfans, au cas de la substitution pupillaire, principalement par rapport à l’usage du Parlement de Dijon (1726)
- Dissertation sur la représentation en succession, suivant la coutume du duché de Bourgogne, avec une explication de l’article XXV de la même coutume (1734)
- Traité de la dissolution du mariage pour cause d’impuissance, avec quelques pièces curieuses sur le même sujet (1735)
- Supplément au Journal du règne d’Henri IV, depuis le 2 août 1589 jusques au 1er avril 1594 ; depuis le 1er de l’an 1598 jusques en 1602 et depuis le 1er de janvier 1607 jusques au mois de juin 1610 (1737)
- Les Coutumes du duché de Bourgogne, avec les anciennes coutumes tant générales que locales de la même province (2 volumes 1742-46)
- Œuvres de jurisprudence  (2 volumes, 1787-88)
- Cartulare ecclesiae cathedralis Sancti Vincentii Cabilonensis (copie du cartulaire de l'église Saint-Vincent de Chalon-sur-Saône, 1721)
- Cartulare episcopatus Cabilonensis (copie du cartulaire de l'évêché de Chalon-sur-Saône, 1721)
- Cartulare Sancti Marcelli Martyris, in suburbio Cabilonensi (copie du cartulaire du prieuré de Saint-Marcel-lès-Chalon, 1721)

Traductions
- Tusculanes de Cicéron (1737)
- Poëme de Pétrone sur la guerre civile entre César et Pompée, avec deux épîtres d’Ovide, en vers français, avec des remarques et des conjonctures sur le poëme intitulé Pervigilium Veneris (1737)
- Les Amours d’Énée et de Didon, poëme traduit de Virgile, avec diverses autres imitations d’anciens poëtes grecs et latins (1742)
- Remarques sur Cicéron (1746)
- Recherches et dissertations sur Hérodote (1746)

Souvenirs et correspondance
- Souvenirs de Jean Bouhier, président au Parlement de Dijon, extraits d’un manuscrit autographe inédit et contenant des détails curieux sur divers personnages des XVIIe et XVIIIe siècles (1866)
- Correspondance littéraire (1974)

## Propriétés, mobiliers
- Livre d'Heures relié en plein veau aux armes de Jean Bouhier, président du Parlement de Bourgogne[5]

## Pour approfondir